# Henrique de Aragão e Pimentel

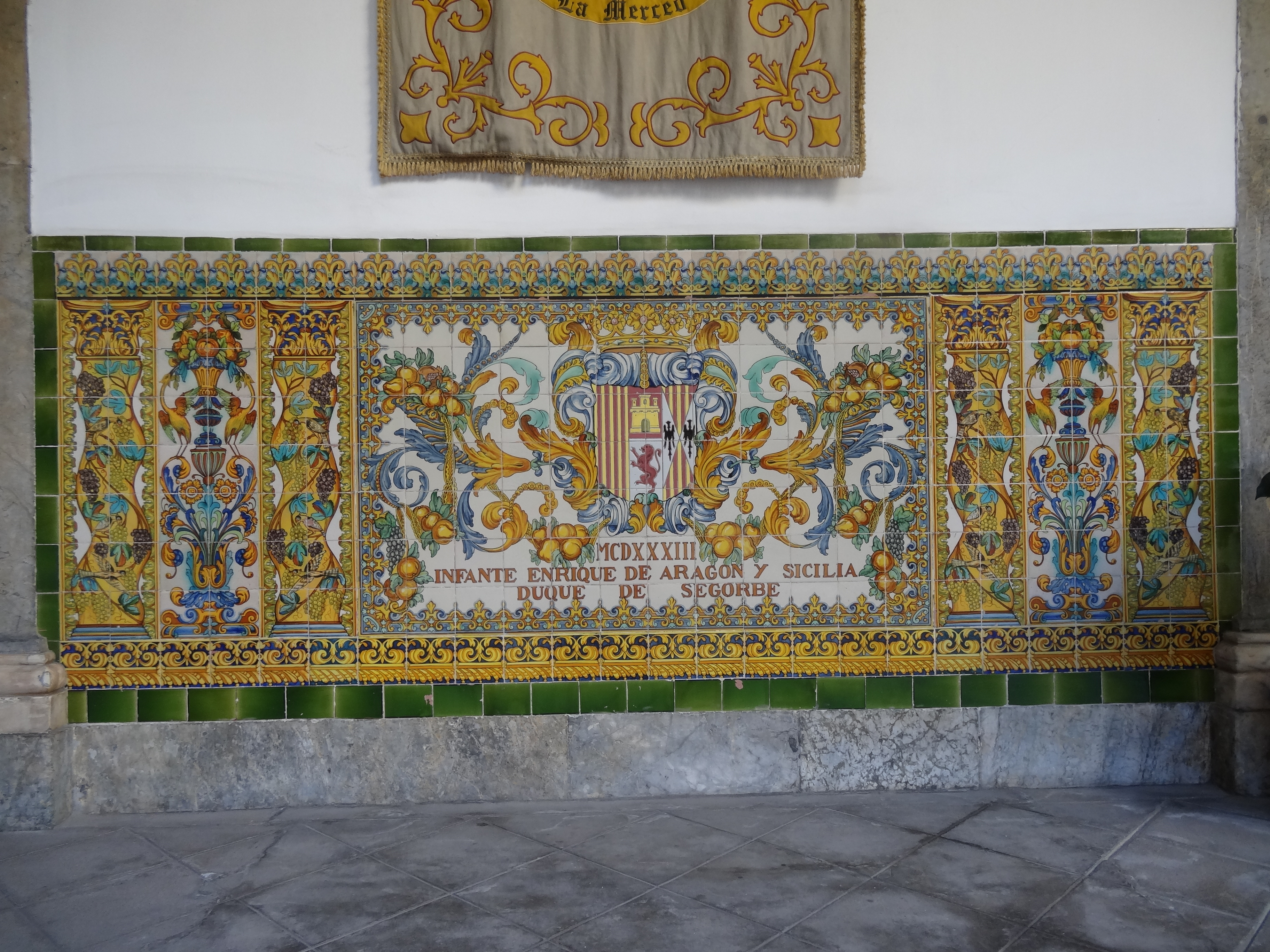

Henrique de Aragão e Pimentel “o Infante Fortuna" (Calatayud, 1445 - Castelló d'Empúries, 2 de Julho de 1522), foi conde de Ampúrias de 1458 até 1522, de Segorbe de 1458 até 1469, mais tarde duque de Segorbe de 1469 até 1489 e exerceu o cargo de Lugar-tenente de Catalunha entre 1479 e 1493. Encontra-se sepultado no Mosteiro de Poblet.

## Relações familiares
Foi filho do infante Henrique de Aragão, duque de Villena e de sua segunda esposa, Beatriz de Pimentel. Era por consequência neto por parte paterna do rei Fernando I de Aragão. Casou em 1488 com Guiomar de Portugal, irmã de D. Frederico de Portugal e Noronha (Portugal ou Espanha, Barcelona, 15 de Janeiro de 1539 -?), assessor de Carlos I de Espanha e futuro Vice-rei da Catalunha, de quem teve: 
1. João de Aragão (1488-1490).
2. Afonso de Aragão e Portugal (1489-1562), conde de Ampurias e duque de Segorbe.
3. Isabel de Aragão (1491-?), casada em 1513 com Íñigo López de Mendoza e Pimentel, duque do Infantado.

Morreu em Castelló d'Empúries em 2 de Julho de 1522 e foi enterrado no Mosteiro de Poblet.